# Empis edithae
Empis edithae är en tvåvingeart som beskrevs av Christophe Daugeron 1997. Empis edithae ingår i släktet Empis och familjen dansflugor. Inga underarter finns listade i Catalogue of Life.